# Liste der Kulturdenkmäler in Bad Breisig
In der Liste der Kulturdenkmäler in Bad Breisig sind alle Kulturdenkmäler der rheinland-pfälzischen Stadt Bad Breisig mit den Stadtteilen Niederbreisig, Oberbreisig und Rheineck aufgeführt. Grundlage ist die Denkmalliste des Landes Rheinland-Pfalz (Stand: 12. Juni 2023).

## Denkmalzonen
| Bezeichnung                                   | Lage                                                   | Baujahr | Beschreibung | Bild                           |
| --------------------------------------------- | ------------------------------------------------------ | ------- | --- | ------------------------------ |
| Denkmalzone Villa Lucia                       | Niederbreisig, Koblenzer Straße 55 Lage                | 1908/09 | anspruchsvolle Jugendstilvilla, Tuffquaderbau, 1908/09, Architekt Franz Brantzky, Köln; bauliche Gesamtanlage mit Garten, Kutscherhaus und Gartentor | weitere Bilder Fotos hochladen |
| Denkmalzone Jüdischer Friedhof Niederbreisig  | Niederbreisig, Am Kesselberg Lage                      | 1878    | 1878 eröffnet; neun Grabsteine | weitere Bilder Fotos hochladen |
| Denkmalzone Alter Jüdischer Friedhof Rheineck | Rheineck, am Fuße des Burgbergs der Burg Rheineck Lage | um 1600 | wohl um 1600 angelegt, 1878 geschlossen; 32 Grabsteine und Fragmente, ältester bezeichnet 1621                                                       | weitere Bilder Fotos hochladen |

## Einzeldenkmäler
| Bezeichnung                                    | Lage                                                                         | Baujahr                              | Beschreibung | Bild                                    |
| ---------------------------------------------- | ---------------------------------------------------------------------------- | ------------------------------------ | --- | --------------------------------------- |
| Wohnhaus                                       | Niederbreisig, Bachstraße 45 Lage                                            | spätes 17. Jahrhundert               | Fachwerkhaus, teilweise massiv, spätes 17. Jahrhundert | Fotos hochladen                         |
| Wohnhaus                                       | Niederbreisig, Biergasse 19/21 Lage                                          | 18. Jahrhundert                      | Fachwerkhaus, teilweise massiv, 18. Jahrhundert | Fotos hochladen                         |
| Wappenschild                                   | Niederbreisig, Biergasse, an Nr. 27 Lage                                     | 1656                                 | Holzwappen, bezeichnet 1656 | Fotos hochladen                         |
| Schultheisen-Haus                              | Niederbreisig, Biergasse 28 Lage                                             | 1670                                 | dreigeschossiger Putzbau, Treppengiebel, bezeichnet 1670, Hoftor bezeichnet 1674 | Fotos hochladen                         |
| Wohnhaus                                       | Niederbreisig, Biergasse 29 Lage                                             | 1640                                 | Putzbau, im Kern bezeichnet 1640 | Fotos hochladen                         |
| Tür                                            | Niederbreisig, Biergasse, an Nr. 30 Lage                                     |                                      | barockes Türblatt | Fotos hochladen                         |
| Wohnhaus                                       | Niederbreisig, Biergasse 32 Lage                                             | 1783                                 | Putzbau, Barockportal, bezeichnet 1783 | Fotos hochladen                         |
| Wegekreuz                                      | Niederbreisig, Eifelstraße, Ecke Miebachstraße Lage                          | 1664                                 | kleines Wegekreuz, bezeichnet 1664 | Fotos hochladen                         |
| Wasserturm                                     | Niederbreisig, Goldene Meile 2a Lage                                         | Anfang des 20. Jahrhunderts          | Wasserturm mit Kegeldach, Anfang des 20. Jahrhunderts, an der alten Glasfabrik | Fotos hochladen                         |
| Villa                                          | Niederbreisig, Im Rheinpark 5 Lage                                           | 1874                                 | neuklassizistische Putzvilla, Belvedereturm, 1874 | Fotos hochladen                         |
| Katholische Kirche St. Mariä Himmelfahrt       | Niederbreisig, Koblenzer Straße Lage                                         | 1717–22                              | barocker Saalbau mit gotisierendem Gewölbe, 1717–22, Architekt wohl Philipp Honorius Ravensteyn; außen: Wegekreuz, 18. Jahrhundert | weitere Bilder Fotos hochladen          |
| Puppenmuseum                                   | Niederbreisig, Koblenzer Straße 31 Lage                                      | Ende des 19. Jahrhunderts            | Altes Rathaus; Putzbau, Ende des 19. Jahrhunderts | Fotos hochladen                         |
| Mausoleum der Familie Mertés                   | Niederbreisig, Koblenzer Straße, bei Nr. 34 auf dem ehemaligen Friedhof Lage | 1911/12                              | Zentralbau mit Kuppel, Jugendstil, 1911/12 von Oscar Schütz, Köln | weitere Bilder Fotos hochladen          |
| Kriegerdenkmal                                 | Niederbreisig, Koblenzer Straße, bei Nr. 34 auf dem ehemaligen Friedhof Lage |                                      | Kriegerdenkmal 1870/71, Obelisk | weitere Bilder Fotos hochladen          |
| Templerhof                                     | Niederbreisig, Koblenzer Straße 45, Tempelgasse 2 Lage                       | 1657                                 | Massivbau, bezeichnet 1657 (Vorgängerbau bereits 1215 dokumentiert) | weitere Bilder Fotos hochladen          |
| Klösterchen                                    | Niederbreisig, Koblenzer Straße 46 Lage                                      | spätes 19. Jahrhundert               | Kapelle, teilweise aus Tuffquadern, spätes 19. Jahrhundert | Fotos hochladen                         |
| Evangelische Christuskirche                    | Niederbreisig, Koblenzer Straße 61 Lage                                      | 1902                                 | neugotischer Tuffquaderbau, 1902 | weitere Bilder Fotos hochladen          |
| Wohnhaus                                       | Niederbreisig, Koblenzer Straße 66 Lage                                      | 1899                                 | Basaltquaderbau, bezeichnet 1899 | Fotos hochladen                         |
| Bahnhof Bad Breisig                            | Niederbreisig, Koblenzer Straße 86 Lage                                      | 1880                                 | Bahnhof; Backsteinbau, 1880, Fachwerk-Verladebahnhof (nicht mehr existent) | weitere Bilder Fotos hochladen          |
| Villa                                          | Niederbreisig, Rheinstraße 6 Lage                                            | 1920er Jahre                         | Putzvilla, 1920er Jahre; Gesamtanlage mit Garten | Fotos hochladen                         |
| Alter Zollhof                                  | Niederbreisig, Rheinufer 4 Lage                                              | 1663                                 | Fachwerkbau, teilweise massiv, bezeichnet 1782 und 1663 | Fotos hochladen                         |
| Fassade                                        | Niederbreisig, Rheinufer 15, Eulengasse 24 Lage                              | 17. oder 18. Jahrhundert             | Fachwerkfassade, 17. oder 18. Jahrhundert | Fotos hochladen                         |
| Altes Zollhaus                                 | Niederbreisig, Rheinufer 16 Lage                                             | frühes 17. Jahrhundert               | Fachwerkbau, frühes 17. Jahrhundert | weitere Bilder Fotos hochladen          |
| Hotel zum weißen Ross                          | Niederbreisig, Zehnerstraße 17a/19 Lage                                      | 1820                                 | abgewalmter Mansarddachbau, bezeichnet 1820; Nr. 17a: zugehöriger Ökonomietrakt (?), bezeichnet 1816; Gesamtanlage | Fotos hochladen                         |
| Villa                                          | Niederbreisig, Zehnerstraße 34 Lage                                          | um 1900/10                           | späthistoristische Villa, um 1900/10 | Fotos hochladen                         |
| Wohnhaus                                       | Niederbreisig, Zehnerstraße 61 Lage                                          | 1904                                 | dreigeschossiger Backsteinbau, Treppenturm, bezeichnet 1904 | Fotos hochladen                         |
| Skulptur                                       | Niederbreisig, Gemarkung                                                     | 1920er Jahre                         | Christusfigur auf Obelisk, 1920er Jahre | Direkt Bild zu diesem Denkmal hochladen |
| Marienstätter Hof                              | Oberbreisig, Brokusstraße 3–7 Lage                                           | 16. oder 17. Jahrhundert             | L-förmiger Putzbau, teilweise Fachwerk, 16. oder 17. Jahrhundert, Teile der alten Mauer erhalten; Gesamtanlage mit Garten | Fotos hochladen                         |
| Wegekreuz                                      | Oberbreisig, Burgang Lage                                                    |                                      | kleines Wegekreuz | Fotos hochladen                         |
| Bildstock                                      | Oberbreisig, Eifelstraße, Ecke Rittergasse Lage                              | um 1900                              | Bildstock, neuromanisch, um 1900 | weitere Bilder Fotos hochladen          |
| Alte Schule                                    | Oberbreisig, Hauptstraße 12 Lage                                             | 1839                                 | Lassaulx-Umkreis, 1839, Anbau von 1873 | Fotos hochladen                         |
| Wohnhaus                                       | Oberbreisig, Hauptstraße 16 Lage                                             | 18. Jahrhundert                      | Fachwerkhaus, 18. Jahrhundert | Fotos hochladen                         |
| Wohnhaus                                       | Oberbreisig, Hauptstraße 18 Lage                                             | 18. Jahrhundert                      | Fachwerkhaus, 18. Jahrhundert | Fotos hochladen                         |
| Wohnhaus                                       | Oberbreisig, Hauptstraße 20 Lage                                             | 18. Jahrhundert                      | Fachwerkhaus, 18. Jahrhundert | Fotos hochladen                         |
| Pfarrweingut                                   | Oberbreisig, Hauptstraße 28 Lage                                             | 1620                                 | Fachwerkhaus, bezeichnet 1620, Mansarddach wohl aus dem 18. Jahrhundert; Fachwerkscheune, Krüppelwalmdach, bezeichnet 1674; Kelterhaus, bezeichnet 1780; Gesamtanlage | Fotos hochladen                         |
| Wohnhaus                                       | Oberbreisig, Hauptstraße 34 Lage                                             | 19. Jahrhundert                      | Fachwerkhaus, 19. Jahrhundert | Fotos hochladen                         |
| Bildstock                                      | Oberbreisig, Hauptstraße, vor Nr. 88 Lage                                    | 1661                                 | Bildstock, bezeichnet 1661; Muttergottes, 19. Jahrhundert | Fotos hochladen                         |
| Brunnen                                        | Oberbreisig, Hauptstraße, Ecke Brokusstraße Lage                             |                                      | Schwengelpumpe | Fotos hochladen                         |
| Katholische Kirche St. Viktor                  | Oberbreisig, St.-Viktorstraße Lage                                           | zweites Viertel des 13. Jahrhunderts | spätromanische Basilika, zweites Viertel des 13. Jahrhunderts | weitere Bilder Fotos hochladen          |
| Kriegerdenkmal, Friedhofskapelle und Grabmäler | Oberbreisig, St.-Viktorstraße, bei der Kirche Lage                           | ab 1653                              | Kriegerdenkmal; zwei barocke Grabplatten; diverse Kreuze, meistens aus dem 18. und 19. Jahrhundert, eines bezeichnet 1653; barocke Friedhofskapelle, bezeichnet 1708; barockes Kreuz, drei gusseiserne Kreuze, zwei Kreuze aus dem 19. und 20. Jahrhundert; barocke Grabplatte | Fotos hochladen                         |
| Burg Rheineck                                  | Rheineck, Burgweg Lage                                                       | 12. Jahrhundert                      | langgezogenes Achteck; Bergfried, 12. Jahrhundert, Teile der Ringmauer, zum Rhein hin neuromanisch ausgebaut, Architekt Johann Claudius von Lassaulx | weitere Bilder Fotos hochladen          |
| St.-Karl-Borromäus-Kapelle                     | Rheineck, Kapellenweg Lage                                                   | 1718                                 | Saalbau, bezeichnet 1718 | weitere Bilder Fotos hochladen          |